# Murrindindi Shire
Murrindindi Shire is een Local Government Area (LGA) in Australië in de staat Victoria. Murrindindi Shire telt 14.367 inwoners. De hoofdplaats is Alexandra.

## Plaatsen in het bestuurlijke gebied
- Acheron
- Buxton
- Eildon
- Flowerdale
- Glenburn
- Highlands
- Kinglake
- Kinglake West
- Marysville
- Murrindindi
- Narbethong
- Strath Creek
- Taggerty
- Thornton
- Toolangi
- Yarck
- Yea